# Hučivá diera
Hučivá diera je přírodní památka ve správě příspěvkové organizace Správa slovenských jeskyní.
Nachází se v katastrálním území města Vysoké Tatry v okrese Poprad v Prešovském kraji. Území bylo vyhlášeno v roce 1994 a novelizováno roku 2008. Ochranné pásmo nebylo stanoveno. Předmětem ochrany je „jeskyně přístupná návštěvníkům za účelem zotavení a poznávání jejích přírodních a historických hodnot“.
Jeskyně leží v nadmořské výšce 937 m na jižním svahu Kobylího vrchu (1109 m) v Belianských Tatrách, jihovýchodně od Tatranské Kotliny a jižně od Belianské jeskyně. Její délka činí 16 metrů.
V létě 2019 dokončili slovenští a polští archeologové v jeskyni výzkum, při kterém nalezli pozůstatky magdalénienské kultury, o níž se dosud předpokládalo, že se jižně od hřebene Tater nevyskytovala. Jde o vůbec první jeskyni v Tatrách s doloženým pravěkým osídlením jak na slovenské, tak i polské straně.